# Вамік (Орегон)
Вамік (англ. Wamic) — переписна місцевість (CDP) в США, в окрузі Васко штату Орегон. Населення — 123 особи (2020).

## Географія
Вамік розташований за координатами 45°13′32″ пн. ш. 121°17′34″ зх. д. / 45.22556° пн. ш. 121.29278° зх. д. (45.225619, -121.292667).  За даними Бюро перепису населення США в 2010 році переписна місцевість мала площу 3,12 км², уся площа — суходіл.

## Демографія
Згідно з переписом 2010 року, у переписній місцевості мешкало 85 осіб у 44 домогосподарствах у складі 24 родин. Густота населення становила 27 осіб/км².  Було 50 помешкань (16/км²).
Расовий склад населення:
| - 90,6 % — білих - 2,4 % — корінних американців - 1,2 % — чорних або афроамериканців - 3,5 % — осіб інших рас |

До двох чи більше рас належало 2,4 %. Частка іспаномовних становила 12,9 % від усіх жителів.
За віковим діапазоном населення розподілялося таким чином: 11,8 % — особи молодші 18 років, 64,7 % — особи у віці 18—64 років, 23,5 % — особи у віці 65 років та старші. Медіана віку мешканця становила 55,6 року. На 100 осіб жіночої статі у переписній місцевості припадало 112,5 чоловіків;  на 100 жінок у віці від 18 років та старших — 120,6 чоловіків також старших 18 років.
Середній дохід на одне домашнє господарство  становив 52 925 доларів США (медіана — 68 000), а середній дохід на одну сім'ю — 69 708 доларів (медіана — 68 833). 
Цивільне працевлаштоване населення становило 22 особи. Основні галузі зайнятості: освіта, охорона здоров'я та соціальна допомога — 27,3 %, сільське господарство, лісництво, риболовля — 27,3 %, роздрібна торгівля — 22,7 %, виробництво — 22,7 %.